# NGC 3327
NGC 3327 ist eine Spiralgalaxie vom Hubble-Typ Sb im Sternbild Kleiner Löwe am Nordsternhimmel. Sie ist schätzungsweise 279 Millionen Lichtjahre von der Milchstraße entfernt.
Das Objekt wurde am 10. April 1785 von Wilhelm Herschel entdeckt.
Am 21. Januar 2001 wurde hier die Supernova SN 2001N entdeckt.